# Brendan Dassey
Brendan Ray Dassey (nacido el 19 de octubre de 1989) es un estadounidense condenado por asesinato en el condado de Manitowoc, Wisconsin. A los 16 años supuestamente participó en un asesinato en primer grado, en la mutilación de un cadáver y en una agresión sexual en segundo grado.
Fue condenado a cadena perpetua con la posibilidad de libertad condicional en 2048. Su interrogatorio y confesión grabados en vídeo, de los que se retractó en el juicio, contribuyeron sustancialmente a su condena. Algunas partes de la historia se mostraron en la serie documental de Netflix Making a Murderer (2015). La serie examinó la investigación, el procesamiento y los juicios de 2005-2007 de Dassey y su tío, Steven Avery, ambos condenados por el asesinato de la fotógrafa Teresa Halbach el 31 de octubre de 2005. 
Después de su condena, el caso de Dassey fue tomado por el Centro de Condenas Erróneas de la Juventud. En agosto de 2016, un juez federal dictaminó que la confesión de Dassey había sido obtenida mediante coacciones, anuló su condena y ordenó su liberación, que se retrasó durante la apelación. 
En junio de 2017, un jurado del Tribunal de Apelaciones de los Estados Unidos para el Séptimo Circuito confirmó la orden del magistrado que anulaba la condena de Dassey. En diciembre de 2017, el pleno del Séptimo Circuito confirmó la condena de Dassey por una votación de 4 a 3, y la mayoría consideró que la policía había obtenido correctamente la confesión de Dassey.

## Primeros años
Brendan Ray Dassey nació de Barbara y Peter Dassey en el condado de Manitowoc, Wisconsin. Tiene tres hermanos (Bryan, Bobby y Blaine) y un medio hermano (Brad)
En el momento de su acusación, Dassey era un estudiante de segundo año de 16 años en el instituto Mishicot. Con un coeficiente intelectual en el rango de deficiencia límite, estaba matriculado en clases de educación especial. Dassey fue descrito como un joven tranquilo e introvertido con interés en la lucha libre, l os animales y los videojuegos. Antes de este caso, no tenía ninguna relación con el sistema de justicia penal.

## Asesinato de Teresa Halbach
La fotógrafa Teresa Halbach, nacida el 22 de marzo de 1980 en Kaukauna, Wisconsin, fue declarada desaparecida por sus padres el 3 de noviembre de 2005. Halbach, que no había sido vista desde el 31 de octubre, residía al lado de sus padres en el condado de Calumet. Se sabía que Halbach había visitado el Avery Salvage Yard, propiedad de Avery, en el condado de Manitowoc el 31 de octubre de 2005. 
El 10 de noviembre de 2005, tras el descubrimiento de su vehículo, el sheriff del condado de Calumet, Jerry Pagel, encontró los restos carbonizados de Halbach en la propiedad de Avery. También se recuperaron su teléfono móvil, la matrícula y la llave del coche. El 15 de noviembre, después de que se encontrara sangre de Steven Avery en el vehículo de Teresa Halbach, Avery fue acusado del secuestro y asesinato de Halbach, mutilación de su cadáver y posesión ilegal de un arma de fuego. 
Durante la investigación, Dassey, que era la coartada de Avery, fue sometido a una serie de interrogatorios sin la presencia de un abogado ni de sus padres, aunque Dassey y su madre consintieron los interrogatorios, en los que los investigadores hicieron falsas promesas a Dassey utilizando técnicas de interrogatorio legales. Durante el interrogatorio, Dassey confesó detalladamente que había sido cómplice de la violación y el asesinato de Teresa Halbach y de la mutilación de su cadáver. Su confesión fue descrita más tarde como "claramente involuntaria y por lo tanto inconstitucional" por un juez de los Estados Unidos, cuya opinión fue revocada por un tribunal de apelación. La Corte Suprema de los EE. UU. confirmó al tribunal de apelaciones negándose a considerar el caso.
Fue arrestado y acusado el 1 de marzo de 2006, de haber participado en un homicidio en primer grado, agresión sexual y mutilación de un cadáver. El fiscal especial Ken Kratz celebró una importante conferencia de prensa sobre los dos casos, en la que se discutieron los cargos contra Avery y Dassey y se leyeron las actas literales de la confesión de Dassey. Fue ampliamente cubierta por la televisión y los periódicos. 
Dassey se retractó de su confesión en una carta al juez. Dijo que sacó la mayoría de sus ideas de un libro.

### Interrogatorio
Dassey fue interrogado en cuatro ocasiones durante un período de 48 horas, incluidas tres veces en un período de 24 horas sin la presencia de un representante legal, su padre u otro adulto. Entrevistado inicialmente el 6 de noviembre en la casa familiar de Crivitz, Dassey fue interrogado mediante la técnica Reid, una técinica de interrogatorios que se desarrolló para permitir y alentar a los agentes del orden a utilizar tácticas de presión sobre los sospechosos para que confiesen Dassey había sido evaluado clínicamente como altamente sugestionable, lo que hace que un sospechoso sea más dócil y pueda conducir en última instancia a resultados de interrogatorio inapropiados, como confesiones falsas.
Dassey se retractó de su confesión e informó a su abogado defensor. Luego acusó a su primer abogado defensor de colaborar con la fiscalía para que él mismo se declarara culpable y para que testificase contra su tío Avery. El abogado defensor fue reemplazado.
La serie de Netflix Making a Murderer (2015), que relata los juicios de Dassey y Avery, ha generado un diálogo global centrado en las condenas injustas, las confesiones forzadas, el interrogatorio de menores y la reforma de la justicia penal.

### Juicio
El primer abogado de Dassey, Len Kachinsky, fue destituido por el tribunal el 26 de agosto de 2006, debido a su decisión de no comparecer con Brendan Dassey durante el interrogatorio del 13 de mayo. Fue reemplazado por dos defensores públicos. 
El juicio de Dassey comenzó el 16 de abril de 2007, con un jurado del condado de Dane Wisconsin. El juicio duró nueve días, con un veredicto emitido el 25 de abril de 2007. 
El jurado deliberó durante cuatro horas, encontrando a Dassey culpable de homicidio intencional en primer grado, violación y mutilación de un cadáver. Aunque sólo tenía 17 años en ese momento, Dassey fue juzgado y sentenciado como si fuese un adulto y sus limitaciones intelectuales fueron declaradas irrelevantes. Fue condenado a cadena perpetua con derecho a libertad condicional en 2048 y encarcelado en la institución correccional de Columbia en Portage, Wisconsin.

## Respuesta pública y llamamientos
En enero de 2010, los abogados de Dassey presentaron una moción para un nuevo juicio, que fue denegada en diciembre por el juez Fox. El fallo de Fox fue confirmado por el Tribunal de Apelaciones de Wisconsin en enero de 2013, y la Corte Suprema de Wisconsin se negó a revisarlo.
El lanzamiento de Making a Murderer en diciembre de 2015 generó una amplia audiencia internacional y fue recibido con una importante atención de los medios de comunicación. Hubo numerosos debates sobre el enjuiciamiento de los casos penales.
Debido a la respuesta sin precedentes a la serie documental de Netflix, en julio de 2016 se empezó a producir Making a Murderer 2, centrándose en el proceso posterior a la condena de Dassey y su familia. Su condena fue apelada a través del sistema de tribunales estatales y se presentó una petición de hábeas corpus en el tribunal federal. Debido a la naturaleza de los interrogatorios de Dassey, se han hecho llamamientos para que se exonerase a Dassey con peticiones para su libertad y la aplicación de la "Ley de protección de los interrogatorios de menores en Wisconsin", que prohibiría a la policía interrogar a menores sin la presencia de un abogado.
En diciembre de 2015 se presentaron peticiones para la investigación de los agentes de policía que interrogaron a Dasse, y en enero de 2016, se presentaron también en el sitio web We the People del gobierno federal. Se celebraron mítines en apoyo de la exoneración de Dassey en los Estados Unidos, Londres, Mánchester, Melbourne, Sídney y Perth. Los partidarios se han estado comunicando con él a través de cartas y contribuyendo a su economato de la prisión.
Dassey está ahora representado por el profesor Steven Drizin y la profesora Laura Nirider del Centro de Condenas Erróneas de la Juventud de la Universidad de Northwestern, ambos expertos en confesiones falsas de sospechosos juveniles. En diciembre de 2015, los abogados de Dassey presentaron un recurso de hábeas corpus en el tribunal federal de distrito para su liberación o un nuevo juicio, citando violaciones de los derechos constitucionales debido a la ineficacia de la asistencia de un abogado y una confesión obtenida mediante coacciones.
En agosto de 2016, el juez de primera instancia de los Estados Unidos, William E. Duffin, dictaminó que la confesión de Dassey había sido obtenida mediante coacción y, por lo tanto, era involuntaria e inconstitucional, y ordenó su liberación. En noviembre, el Departamento de Justicia de Wisconsin apeló la decisión de Duffin ante el Tribunal de Apelación del Séptimo Circuito de los Estados Unidos, que bloqueó la liberación de Dassey hasta que se celebrara una audiencia.
En junio de 2017, un jurado de tres jueces del Séptimo Circuito confirmó la decisión del magistrado de anular la condena de Dassey. La jueza Ilana Rovner, junto con la jueza Ann Claire Williams, votaron a favor de la decisión, mientras que el juez David Hamilton votó en contra la decisión. El 5 de julio, el Departamento de Justicia de Wisconsin presentó una petición solicitando una nueva audiencia en pleno de todo el jurado del Séptimo Circuito. El 4 de agosto de 2017, el Tribunal de Apelaciones del Séptimo Circuito concedió la petición del Estado de Wisconsin de una audiencia con argumentos orales fijada para el 26 de septiembre en Chicago ante un jurado completo de jueces en ejercicio.
El 8 de diciembre de 2017, el pleno del Séptimo Circuito confirmó la condena de Dassey por un voto de 4-3, siendo la mayoría de la opinión de que la policía había obtenido correctamente la confesión de Dassey. Los jueces Joel Flaum y Amy Coney Barrett (que se incorporaron al tribunal después de escuchar los argumentos del caso)  no participaron en la consideración o decisión. A la opinión mayoritaria del juez Hamilton se unieron los jueces Frank H. Easterbrook, Michael Stephen Kanne y Diane S. Sykes. La jueza principal Diane Wood y el juez Rovner escribieron sendos disensos, a los que se sumó el juez Williams.
El 20 de febrero de 2018, el equipo jurídico de Dassey, incluido el exprocurador general de los Estados Unidos, Seth P. Waxman, presentó una petición de certiorari al Tribunal Supremo de los Estados Unidos. Se asignó al caso el número 17-1172. Se programó que los jueces discutieran el caso en una conferencia para determinar si se ocuparían del caso el 14 de junio de 2018, pero el caso fue eliminado del programa sin una explicación o una orden de reprogramación en la mañana de la conferencia. El 25 de junio de 2018, se denegó el certiorari.